# Diesingshof
Diesingshof ist ein Wohnplatz im Ortsteil Loburg von Möckern im Landkreis Jerichower Land in Sachsen-Anhalt.

## Geografie
Der Ort liegt drei Kilometer südlich von Loburg und zehn Kilometer südöstlich von Möckern. Die Nachbarorte sind Loburg im Norden, Rottenau im Nordosten, Isterbies im Osten, Wahl und Lietzo im Südosten, Alte Sorge im Süden, Hobeck im Südwesten, Klepps im Westen, sowie Ziegelei Klepps und Padegrim im Nordwesten.

## Unternehmen
Unmittelbar westlich an die Siedlung angrenzend wird eine große Schweinemastanlage betrieben, die mit ihren 17.500 Tieren im Vergleich auf Platz 18 der größten Schweinemäster in Deutschland liegt.